# Озгудов краткорепи опосум
Озгудов краткорепи опосум (Monodelphis osgoodi) је врста сисара из породице опосума (Didelphidae) и истоименог реда Didelphimorphia.

## Распрострањење
Врста има станиште у Боливији и Перуу.

## Станиште
Озгудов краткорепи опосум има станиште на копну.

## Угроженост
Ова врста није угрожена, и наведена је као последња брига јер има широко распрострањење.

### Популациони тренд
Популациони тренд је за ову врсту непознат.